# فيرينك كيس (مصارع رياضي)
فيرينك كيس (بالمجرية: Kiss Ferenc)‏ هو مصارع رياضي مجري، ولد في 5 يناير 1942 في Nick, Hungary ‏ في المجر، وتوفي في 8 سبتمبر 2015 في بودابست في المجر.

## وصلات خارجية
- فيرينك كيس على موقع قاعدة بيانات المصارعة الدولية (الإنجليزية)
- فيرينك كيس على موقع اللجنة الأولمبية الدولية (الإنجليزية)
- فيرينك كيس على موقع أوليمبيديا (الإنجليزية)
- فيرينك كيس على موقع اللجنة الأولمبية المجرية (الهنغارية)